# Субпрефектура Вила-Пруденти

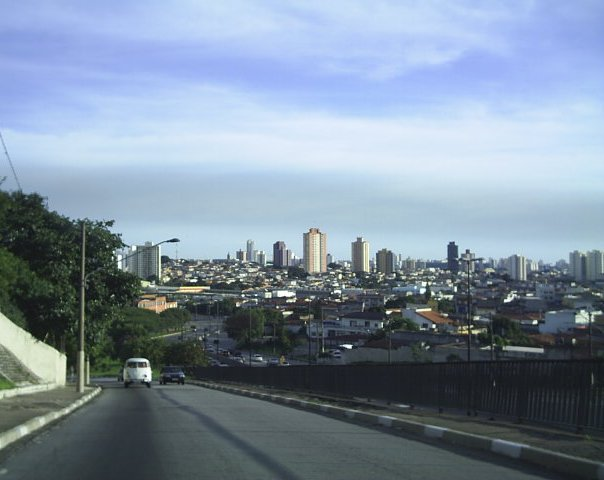
Вид на субпрефектуру Вила-Пруденти

Субпрефектура Вила-Пруденти (порт. Subprefeitura da Vila Prudente) — одна из 31 субпрефектур города Сан-Паулу, находится в северо-восточной части города. Общая площадь 33,3 км². Численность населения — 520 670 жителей.
В составе субпрефектуры Вила-Пруденти 3 округа:
- Вила-Пруденти (Vila Prudente)
- Сан-Лукас (São Lucas)
- Сапопемба (Sapopemba)